# Plana d'Urgell
La plana d'Urgell és una planúria situada a la part baixa del que antigament era el Comtat d'Urgell i inclou les actuals comarques del Pla d'Urgell i l'Urgell i parts de la Noguera, les Garrigues i el Segrià.
La plana limita al nord amb les Serres de Bellmunt i Almenara, a l'oest amb el riu Segre i la plana d'Almenar i Alguaire i Lleida, a sud-oest amb els secans d'Utxesa, a sud-est amb la Serra del Tallat i la Vall del Corb, a l'est amb els secans de Belianes i d'Ondara.

## Clima
El clima correspon a un tipus mediterrani subàrid continental, amb precipitacions que tenen un rang comprès entre els 350-400 mm anuals de la part sud-occidental i els 450 mm de la part nord-oriental. Els hiverns són rigorosos a causa de les boires, que senyoregen gairebé cada any setmanes senceres. Els estius també són molt càlids i les temperatures freguen sovint la quarantena de graus. Aquest fort contrast tèrmic, amb característiques pròpies d'un clima subàrid acusadament continental, no existeix enlloc més de Catalunya, i és semblant al que regna a la resta de la Depressió de l'Ebre. De fet, dins d'Europa, només algunes zones del sud d'Espanya són més àrides que la Depressió de l'Ebre. Encara que la vegetació que correspon a aquest clima és de tipus planoperennifoli, a la pràctica domina la caducifòlia, la presència dels fruiterars de fruita dolça, que només són possibles perquè hi ha regadiu.

## Litologia i geomorfologia

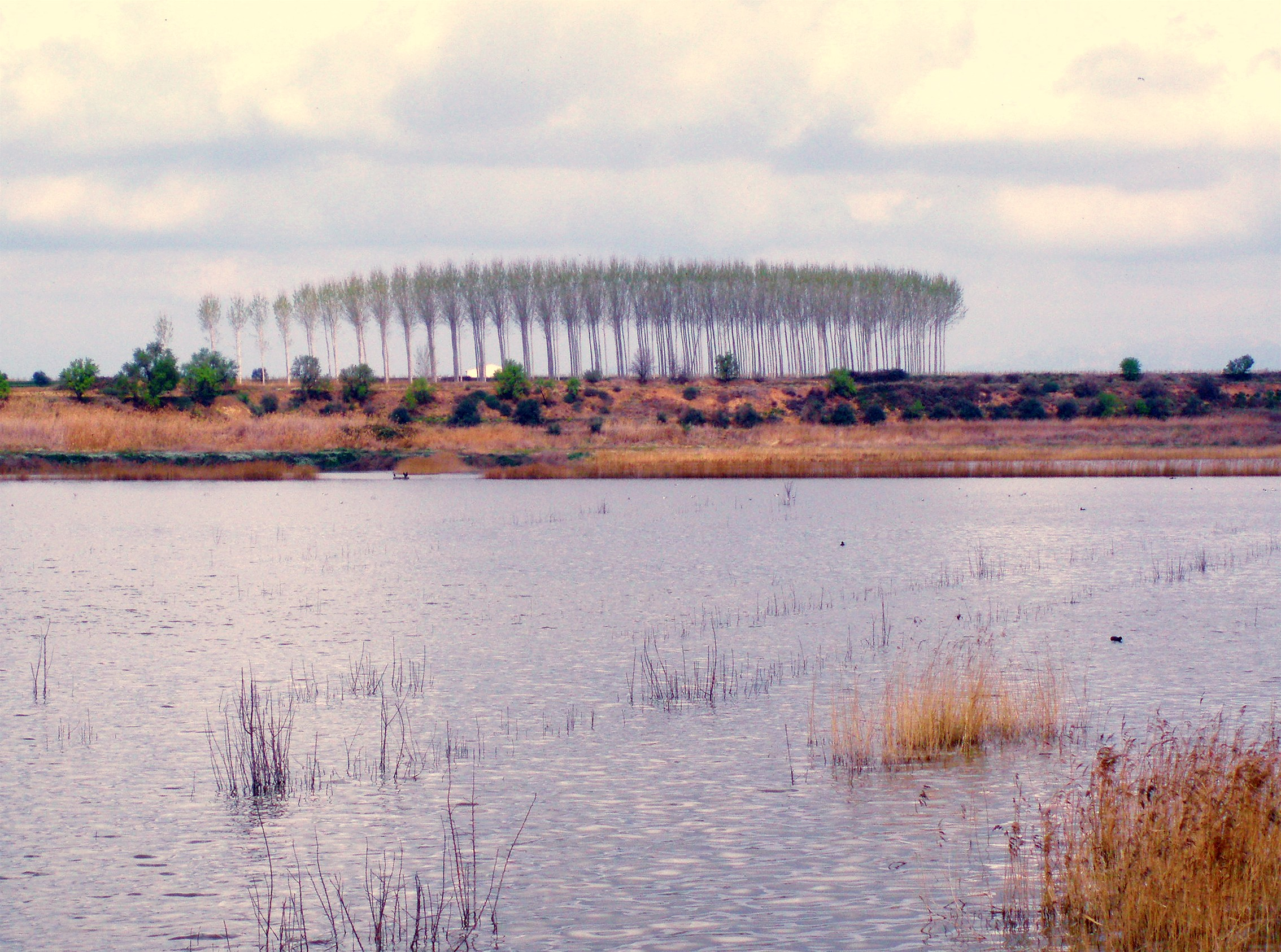
L'estany d'Ivars

Els principals materials geològics que afloren a la unitat són d'origen al·luvial, constituïts per nivells de llims, sorres i graves calcàries poc rodades i classificades, procedents dels rius d'Ondara i Corb, que delimiten l'existència d'un aqüífer en tota la unitat. Aquests dipòsits jeuen a sobre dels materials terciaris continentals (gresos, lutites i intercalacions calcàries), disposats horitzontalment i que afloren en alguns punts.
L'estructura geològica defineix una extensa plana que davalla amb suavitat cap al Segre, sense relleus importants. De manera que l'orografia se situa, o bé cap al nord (serra de Bellmunt-Almenara), o bé cap al sud (plataforma garriguenca) i cap a l'est (relleus del Corb). Escampats pel territori hi ha un seguit de tossals isolats i serrats allargassats de cim pla delimitats per ruptures de pendent netes on afloren les diverses formacions geològiques, com ara el tossal d'Espígol (370 m), el tossal del Miqueló (316 m), Margalef (271 m), el tossal de Moradilla (243 m) o el tossal Roig (211 m).

## Xarxa hidrogràfica
Es pot considerar organitzada en tres conques principals, que de nord a sud són la del riu Corb, la de la Clamor de les Canals i la del torrent de la Femosa. El riu Ondara neix fora d'aquesta unitat, es perd a l'alçada de Barbens i desemboca al riu Corb prop dels Arcs. El Clot de Sant Gili també neix fora de la unitat i desemboca al riu d'Ondara a prop de Linyola. El desguàs de Santa Maria desemboca al Clot de Sant Gili, al nord d'Almassor. Tots aquests elements formen part de la conca del riu Corb. A la Clamor de les Canals s'ajunten les aigües de la séquia de Moradilla. A la conca del torrent de la Femosa hi desemboca la Riera del Salat o Fondo de l'Aiguamoll. Totes tres conques menen al riu Segre, a la unitat Paisatge Fluvial del Segre, de forma que travessen la unitat d'est a oest. No són en origen cursos permanents, però la seva incorporació com a desguassos a la xarxa de rec del canal d'Urgell ha modificat profundament la seva morfologia i hidrologia.

## Vegetació i usos del sòl
El domini potencial de vegetació correspon al domini del carrascar continental (Quercetum rotundifoliae). Tanmateix en l'actualitat la vegetació natural és gairebé inexistent, ja que el territori ha estat profundament transformat en terres de cultiu. Només en llocs no aptes pel cultiu, com ara as turons escampats pel territori o als erms, és possible trobar taques de vegetació que ens permeten fer-nos una lleugera idea de les comunitats vegetals existents a la plana d'Urgell abans de la inauguració del canal l'any 1862. No es pot comprendre la intensa activitat agrícola de la població, el seu caràcter emprenedor, ni el paisatge de la unitat, sense considerar què va significar el canal d'Urgell per aquestes terres.
Del bosc d'antuvi no en resten més que minsos retalls d'escassa superfície al sud de Mollerussa. Els vessants llimosos dels turons són ocupats per brolles d'esparbonella (Rosmarino-Ericion), llistonars (Thero-Brachypodion) i espartars (Agropyro-Lygeion), per bé que molt alterats i fragmentaris. Potser la formació vegetal que encara dona identitat al territori són els matollars de siscall i botja pudent (Salsolo-Peganion). Aquesta vegetació de caràcter nitrohalòfil, que degué estar àmpliament estesa per tot l'Urgell abans de l'arribada del regadiu, es troba escampada arreu, als afores de les poblacions, turons i més freqüentment, als marges dels conreus. En alguns racons on la presència de sals al sòl encara no ha pogut ser eliminada, es fan formacions de salats (Suaedion braun-blanquetii, Thero-Suaedion) i jonqueres halòfiles (Juncion maritimi). En l'actualitat, el territori té vocació agrícola, cosa que s'associa a una flora arvense característica (Panico-Setarion). Pràcticament el 95% de les terres de la unitat tenen una aptitud agrícola bona o moderada, sense limitacions gaire importants o generalitzades. Tan sols l'elevat pendent dels escarpaments d'alguns turons testimoni, o bé el grau de salinitat d'alguns fons de vall mal drenats, poden constituir limitacions per a l'agricultura. Quasi totes les terres de la unitat són regades, o bé pel canal Principal d'Urgell, o bé pel canal Auxiliar. Hi predominen els conreus extensius herbacis (panís, alfals, blat) a la meitat nord i els fruiters de fruita dolça a la resta, tot i que als darrers anys s'aprecia una contínua substitució dels fruiters pels conreus herbacis.
Al territori no hi ha cursos naturals d'aigua. De fet, el Riu Corb du un petit cabal d'aigua, però és a conseqüència del drenatge de les aigües de regadiu sobreres. Esporàdicament es poden veure fileres de xops i altres arbres de ribera que ressegueixen alguns trams del Corb, séquies i clamors, però no són veritables boscos de ribera.
| Municipi               | Habitants |
| ---------------------- | --------- |
| Alamús, els            | 000       |
| Bell-lloc d'Urgell     | 2.255     |
| Bellvís                | 2.294     |
| Castellnou de Seana    | 737       |
| Fondarella             | 786       |
| Fuliola                | 000       |
| Golmés                 | 1.508     |
| Ivars d'Urgell         | 1.848     |
| Miralcamp              | 1.275     |
| Mollerussa             | 11.829    |
| Linyola                | 2.587     |
| Palau d'Anglesola, el  | 1.816     |
| Penelles               | 000       |
| Poal, el               | 657       |
| Puiggròs               | 000       |
| Puigverd de Lleida     | 000       |
| Sidamon                | 690       |
| Térmens                | 000       |
| Torregrossa            | 2.311     |
| Vallfogona de Balaguer | 000       |
| Vila-sana              | 568       |
| Font: Idescat          |           |

També petits sectors dels termes de Balaguer, Bellcaire d’Urgell, Bellmunt d’Urgell, Castellserà, Agramunt, Tornabous, Barbens, Bellpuig, Preixana, Anglesola, Arbeca, Borges Blanques, Vilanova de Bellpuig, Castelldans, Artesa de Lleida, Lleida, Albatàrrec, Alcoletge i Vilanova de la Barca.